# 라오 항공
라오 항공(영어: Lao Airlines, 라오어: ການບິນລາວ)은 라오스의 국영 항공사로 라오스의 수도 비엔티안에 본사를 두고 있으며, 비엔티안의 왓따이 국제공항을 중심으로 국내선 및 국제선을 운항하고 있다.

## 역사
1976년 라오스 정부는 로얄 라오스 항공과 라오스 항공을 두 개의 민간 항공사를 합병해 설립했다. 1979년에 라오스 에이비에이션으로 사명이 변경되었다. 라오스 정부는 1990년대까지 중화인민공화국의 항공사인 윈난항공과 공동으로 항공사를 경영하다가 2000년대 들어 지분을 100% 인수한 뒤 독자경영에 나섰다. 2000년 이후 한 번도 사건 및 사고가 없었으며 2003년 회사 이름을 현재의 사명으로 변경했다. 2007년과 2008년에 유럽 어워드(영어: Europe Award)상을 수상했다. 2011년 11월에 최초로 에어버스 A320-200 기종을 도입했다.

## 운항 노선
- 2012년 4월 기준으로 라오 항공은 다음과 같은 노선을 운항하고 있다.

### 코드쉐어 협정
- 라오 항공은 다음과 같은 항공사와 코드쉐어 협정을 맺고 있다.

- 베트남 항공 (스카이팀)
- 타이 항공 (스타 얼라이언스)

### 인터라인 협정
- 라오 항공은 다음과 같은 항공사와 인터라인 협정을 맺고 있다.

| - KLM (스카이팀) - 가루다 인도네시아 항공 (스카이팀) - 대한항공 (스카이팀) - 미얀마 국제항공 - 방콕 항공 - 베르자야 에어 - 베트남 항공 (스카이팀) - 샤먼 항공 (스카이팀) - 스리랑카 항공 (원월드) - 실크에어 | - 싱가포르 항공 (스타 얼라이언스) - 아시아나항공 (스타 얼라이언스) - 아에로플로트 (스카이팀) - 에바 항공 (스타 얼라이언스) - 에어프랑스 (스카이팀) - 에티하드 항공 - 제트스타 항공 - 제트스타 아시아 항공 - 중국동방항공 (스카이팀) - 중화항공 (스카이팀) | - 카타르 항공 (원월드) - 캄보디아 앙코르 항공 - 콴타스 항공 (원월드) - 타이 항공 (스타 얼라이언스) - 하이난 항공 - 한 에어 |  |

## 보유 기종
- 2024년 12월 기준으로 라오 항공은 다음과 같은 기종을 보유하고 있으며 평균 기령은 2.1년으로 비교적 짧은 편이다.[3]

## 사건 및 사고
- 라오항공 301편 추락 사고